# Karakteristična funkcija verjetnostne porazdelitve
Karakterístična fúnkcija verjétnostne porazdelítve (značilna funkcija verjetnostne porazdelitve) ali kar karakteristična funkcija v verjetnostnem računu in statistiki za poljubno slučajno spremenljivko popolnoma določa verjetnostno porazdelitev. 
Karakteristična funkcija nam na drugi način (običajno celo enostavnejši) omogoča določanje funkcije gostote verjetnosti in zbirne funkcije verjetnosti. S pomočjo karakteristične funkcije je enostavneje določiti funkcijo gostote verjetnosti ali zbirno funkcijo verjetnosti pri tistih porazdelitvah, ki imajo zelo zapleteno funkcijo porazdelitve.

## Definicija
{\displaystyle \varphi _{X}\!:\mathbb {R} \to \mathbb {C} ;\quad \varphi _{X}(t)=\operatorname {E} {\big [}e^{itX}{\big ]}=\int _{-\infty }^{\infty }e^{itx}\,dF_{X}(x)\qquad \left(=\int _{-\infty }^{\infty }e^{itx}f_{X}(x)\,dx\right)}
kjer
- t je realno število
- E je pričakovana vrednost
- F je zbirna funkcija verjetnosti

Zgornji izraz velja samo, če obstoja {\displaystyle f(x)\!} (funkcija gostote verjetnosti).

Uporabljeni integral je Rieman-Stieltjesov integral.

Slučajna spremenljivka je označena z X.
Če poznamo karakteristično funkcijo, lahko dobimo zbirno funkcijo verjetnosti na naslednji način:
{\displaystyle F_{X}(y)-F_{Y}(y)=\lim _{t\to \infty }{\frac {1}{2\pi }}\int \limits _{-r}^{+r}{\frac {e^{-itx}-e^{+itx}}{it}}.\varphi _{X}(t)dt\!}.
Če integrabilno karakteristično funkcijo označimo s {\displaystyle \varphi _{X}\!} in je {\displaystyle F_{X}\!} absolutno zvezna, ima slučajna spremenljivka X funkcijo gostote verjetnosti {\displaystyle f(x)\!} dano z
{\displaystyle f_{X}(x)=F_{X}'(x)={\frac {1}{2\pi }}\int _{-\infty }^{\infty }e^{-itx}\varphi _{X}(t)dt,}   če je X skalarna spremenljivka
Lévyjev izrek se imenuje po francoskem matematiku Paulu Pierru Lévyju (1886 – 1971). Izrek pravi naslednje: če je {\displaystyle \varphi _{X}\!} karakteristična funkcija porazdelitve {\displaystyle F_{X}\!}, potem obstojata dve taki točki a<b, da velja
{\displaystyle F_{X}(b)-F_{X}(a)={\frac {1}{2\pi }}\lim _{T\to \infty }\int _{-T}^{+T}{\frac {e^{-ita}-e^{-itb}}{it}}\,\varphi _{X}(t)\,dt,}   če je X skalarna spremenljivka
Velja tudi 
{\displaystyle F_{X}(a)-F_{X}(a-0)=\lim _{T\to \infty }{\frac {1}{2T}}\int _{-T}^{+T}e^{-ita}\varphi _{X}(t)dt},   za skalarno naključno spremenljivko X

## Zgledi
| Porazdelitev                                 | Karakteristična funkcija φ(t)                               |
| -------------------------------------------- | ----------------------------------------------------------- |
| degenerirana porazdelitev δa                 | {\displaystyle \,e^{ita}}                                   |
| binomska porazdelitev B(n, p)                | {\displaystyle \,(1-p+pe^{it})^{n}}                         |
| Poissonova porazdelitev Pois(λ)              | {\displaystyle \,e^{\lambda (e^{it}-1)}}                    |
| zvezna enakomerna porazdelitev U(a, b)       | {\displaystyle \,{\frac {e^{itb}-e^{ita}}{it(b-a)}}}        |
| Laplaceova porazdelitev L(μ, b)              | {\displaystyle \,{\frac {e^{it\mu }}{1+b^{2}t^{2}}}}        |
| normalna porazdelitev N(μ, σ2)               | {\displaystyle \,e^{it\mu -{\frac {1}{2}}\sigma ^{2}t^{2}}} |
| porazdelitev hi-kvadrat χ2k                  | {\displaystyle \,(1-2it)^{-k/2}}                            |
| Cauchyjeva porazdelitev Cauchy(μ, θ)         | {\displaystyle \,e^{it\mu -\theta \|t\|}}                   |
| porazdelitev gama Γ(k, θ)                    | {\displaystyle \,(1-it\theta )^{-k}}                        |
| eksponentna porazdelitev Exp(λ)              | {\displaystyle \,(1-it\lambda ^{-1})^{-1}}                  |
| multivariantna normalna porazdelitev N(μ, Σ) | {\displaystyle \,e^{it'\mu -{\frac {1}{2}}t'\Sigma t}}      |